# Eddieserien
Eddieserien är de böcker av Viveca Lärn (tidigare Viveca Sundvall) som handlar om pojken Eddie, som befinner sig i den tidiga skolåldern. Böckerna utgavs under åren 1991–2001. och är en spinoffserie som utspelar sig i Mimmis universum. De berättas i ett tredjepersonsperspektiv, och huvudfiguren Eddie är bror till Mimmis kompis Anders. Eddies pappa är till en början alkoholist.
1994 producerades en TV-serie baserad på böckerna vid namn Håll huvudet kallt, som sändes som SVT:S julkalender det året.

## Böcker
| Titel                    | Utgivningsår |
| ------------------------ | ------------ |
| Eddie och Maxon Jaxon    | 1991         |
| En barkbåt till Eddie    | 1992         |
| Eddie och Johanna        | 1993         |
| Eddies hus               | 1994         |
| Håll huvet kallt, Eddie! | 1995         |
| Eddie hittar guld        | 2001         |

### Fotnoter
1. ↑  ”Viveca Lärns alla barnböcker”. Viveca Lärn. Arkiverad från originalet den 12 augusti 2014. https://web.archive.org/web/20140812205455/http://www.vivecalarn.com/barn.htm. Läst 6 september 2012.